# Joonas Kemppainen
Joonas Kemppainen (ur. 7 kwietnia 1988 w Kajaani) – fiński hokeista, reprezentant Finlandii, olimpijczyk. 

## Kariera
- Hokki U16 (2003-2004)
- Ässät U18 (2004-2006)
- Ässät U20 (2004-2008)
- Ässät (2006-2008)
  -  Suomi U20 (2006-2008)
  -  Jukurit (2008)
- HPK (2009-)
- Kärpät (2009-2015)
- Boston Bruins (2015-2016)
- Providence Bruins (2016)
- Sibir Nowosybirsk (2016-2017)
- Saławat Jułajew Ufa (2017-2019)
- SKA Sankt Petersburg (2019-)

Wychowanek klubu Hokki. Od maja 2010 zawodnik Kärpät. W lutym 2013 przedłużył kontrakt o dwa lata. Od maja 2015 zawodnik Boston Bruins. W marcu 2016 przekazany do farmy w Providence Bruins. Od maja 2016 zawodnik Sibiru Nowosybirsk. Od maja 2017 zawodnik Saławatu. Od maja 2019 zawodnik SKA Sankt Petersburg. W kwietniu 2021 przedłużył kontrakt o rok.
Występował w kadrach juniorskich Finlandii do lat 16, 17, 18 i 20. Wystąpił na turniejach mistrzostw świata juniorów do lat 18 edycji 2005, 2006 oraz mistrzostw świata do lat 20 edycji 2008. W kadrze seniorskiej uczestniczył w turniejach mistrzostw świata edycji 2015, 2017 oraz zimowych igrzysk olimpijskich 2018. Został zgłoszony na turniej ZIO 2022, ale ostatecznie został z niego wycofany i nie wystąpił.
W trakcie kariery określany pseudonimami Kepu, Kemppis, Kirurgi.

## Sukcesy

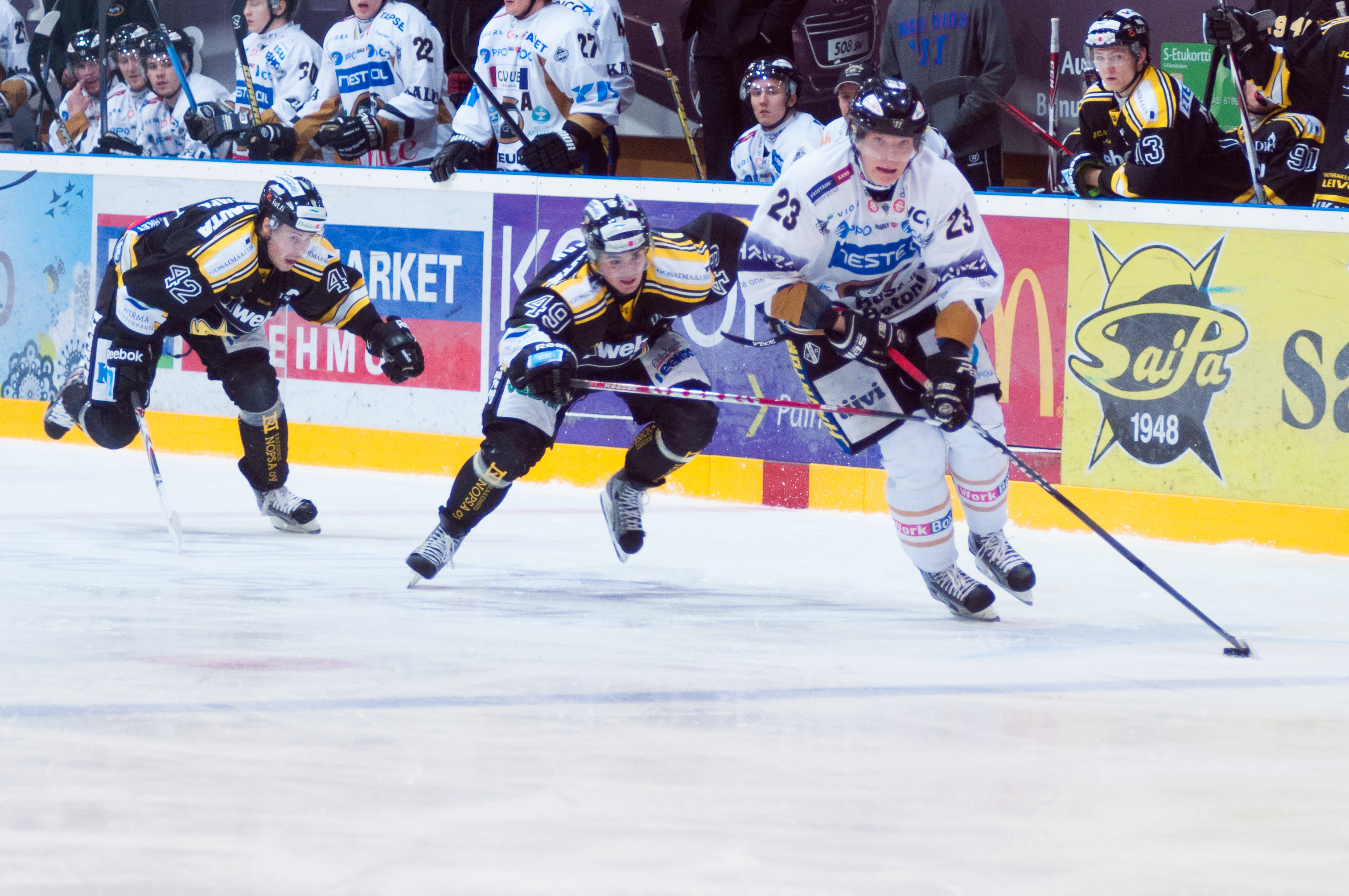
Joonas Kemppainen w barwach Kärpät (2012)

Reprezentacyjne
- Srebrny medal mistrzostw świata juniorów do lat 18: 2006

Klubowe
- Srebrny medal mistrzostw Finlandii: 2010 z HPK
- Złoty medal mistrzostw Finlandii: 2014, 2015 z Kärpät

Indywidualne
- Liiga (2013/2014):
  - Pierwsze miejsce w klasyfikacji strzelców goli w osłabieniu w sezonie zasadniczym: 3 gole
  - Piąte miejsce w klasyfikacji +/- w sezonie zasadniczym: +21[12]
- Liiga (2014/2015):
  - Pierwsze miejsce w klasyfikacji strzelców goli w osłabieniu w sezonie zasadniczym: 3 gole
  - Drugie miejsce w klasyfikacji strzelców w fazie play-off: 10 goli[13]
  - Trzecie miejsce w klasyfikacji asystentów w fazie play-off: 14 asyst[14]
  - Pierwsze miejsce w klasyfikacji kanadyjskiej w fazie play-off: 24 punkty[15]
  - Drugie miejsce w klasyfikacji +/- w fazie play-off:+ 14[16]
  - Skład gwiazd sezonu
- Mistrzostwa Świata w Hokeju na Lodzie 2015/Elita:
  - Jeden z trzech najlepszych zawodników reprezentacji na turnieju[17]
- KHL (2017/2018):
  - Nagroda Najlepsza Trójka dla tercetu najskuteczniejszych strzelców ligi (oraz Linus Omark i Teemu Hartikainen)[18][19]
- KHL (2018/2019):
  - Trzecie miejsce w klasyfikacji strzelców w fazie play-off: 10 goli
    - Pierwsze miejsce w klasyfikacji strzelców zwycięskich goli meczowych w fazie play-off: 5 goli

  - Trzecie miejsce w klasyfikacji +/- w fazie play-off: +11
  - Czwarte miejsce w klasyfikacji średniego czasu gry w meczu wśród napastników w fazie play-off: 22,01 min.